# Visages d'enfants
Visages d'enfants is een Frans-Zwitserse dramafilm uit 1925 onder regie van Jacques Feyder.

## Verhaal
Pierre Amsler is de burgemeester van een bergdorpje in Wallis. Hij verliest zijn vrouw en blijft alleen achter met twee kinderen. Zijn zoon Jean is bijna tien en zijn dochter Pierrette is er vijf. Pierre hertrouwt met Jeanne, een jonge weduwe uit het dorp. Zij is de moeder van Arlette. Jean weigert het gezag en de liefde van zijn stiefmoeder te accepteren en hij ziet zijn nieuwe zus Arlette als een indringster.

## Rolverdeling
| Acteur               | Personage                      |
| -------------------- | ------------------------------ |
| Jean Forest          | Jean Amsler                    |
| Victor Vina          | Pierre Amsler                  |
| Pierrette Houyez     | Pierrette Amsler               |
| Rachel Devirys       | Jeanne Dutois                  |
| Arlette Peyran       | Arlette Dutois                 |
| Jeanne Marie-Laurent | Buurvrouw                      |
| Henri Duval          | Kanunnik Tailler               |
| Suzy Vernon          | Moeder van Jeanne en Pierrette |